# Asemonea
Asemonea O. P.-Cambridge, 1869 è un genere di ragni appartenente alla famiglia Salticidae.

## Distribuzione
Le 22 specie oggi note di questo genere sono diffuse in Africa, (Madagascar incluso) e Asia; la A. stella è stata reperita anche nel Queensland, regione australiana.

## Tassonomia
In alcune pubblicazioni il genere è scritto come Asamonea, si tratta di un lapsus.
A dicembre 2010, si compone di 22 specie:
- Asemonea crinita Wanless, 1980 — Costa d'Avorio
- Asemonea cristata Thorell, 1895 — Birmania
- Asemonea cuprea Wesolowska, 2009 — Zambia
- Asemonea fimbriata Wanless, 1980 — Angola
- Asemonea flava Wesolowska, 2001 — Kenya
- Asemonea liberiensis Wanless, 1980 — Liberia
- Asemonea maculata Wanless, 1980 — Costa d'Avorio
- Asemonea minuta Wanless, 1980 — Angola
- Asemonea murphyae Wanless, 1980 — Kenya
- Asemonea ornatissima Peckham & Wheeler, 1889 — Madagascar
- Asemonea pallida Wesolowska, 2001 — Kenya
- Asemonea picta Thorell, 1895 — Birmania
- Asemonea pinangensis Wanless, 1980 — Malesia
- Asemonea pulchra Berland & Millot, 1941 — Africa centrale e occidentale
- Asemonea santinagarensis (Biswas & Biswas, 1992) — India
- Asemonea serrata Wesolowska, 2001 — Kenya
- Asemonea sichuanensis Song & Chai, 1992 — Cina
- Asemonea stella Wanless, 1980 — Kenya, Tanzania, Queensland
- Asemonea tanikawai Ikeda, 1996 — Okinawa (Giappone)
- Asemonea tenuipes (O. P.-Cambridge, 1869)[2] — dallo Sri Lanka alla Thailandia
- Asemonea trispila Tang, Yin & Peng, 2006 — Cina
- Asemonea virgea Wesolowska & Szűts, 2003 — Congo

### Specie trasferite
- Asemonea pallens (Blackwall, 1877); trasferita al genere Goleba a seguito di un lavoro dell'aracnologo Wanless del 1980[1].
- Asemonea puella Simon, 1885; trasferita al genere Goleba a seguito di un lavoro dell'aracnologo Wanless del 1980[1].
- Asemonea punctata Peckham, Peckham & Wheeler, 1888; trasferita al genere Goleba a seguito di un lavoro dell'aracnologo Wanless del 1980[1].